# Papalocuatla, Veracruz
Papalocuatla är en ort i Mexiko.   Den ligger i kommunen Zontecomatlán de López y Fuentes och delstaten Veracruz, i den sydöstra delen av landet, 180 km nordost om huvudstaden Mexico City. Papalocuatla ligger 691 meter över havet och antalet invånare är 201.
Terrängen runt Papalocuatla är huvudsakligen kuperad. Papalocuatla ligger uppe på en höjd. Runt Papalocuatla är det ganska glesbefolkat, med 45 invånare per kvadratkilometer. Närmaste större samhälle är Xochiatipan de Castillo, 9,7 km nordväst om Papalocuatla. I omgivningarna runt Papalocuatla växer huvudsakligen savannskog.